# Booué
Booué – miasto w środkowym Gabonie, w prowincji Ogowe-Ivindo. Miasto według spisu z 1993 roku liczyło 4200	  mieszkańców, według szacunków na 2008 rok liczy ok. 7139 mieszkańców.